# Opisthoxia cassandra
Opisthoxia cassandra là một loài bướm đêm trong họ Geometridae.